# Czynnik indukujący apoptozę
Czynnik indukujący apoptozę (ang. Apoptosis Inducing Factor, AIF) – niedawno odkryte białko uwalniane z przestrzeni międzybłonowej mitochondriów do cytoplazmy komórki podczas apoptozy.